# Junde
Junde (em árabe: جند; romaniz.: jund; pl. em árabe: اجناد; romaniz.: ajnad) foi um termo aplicado, durante os primeiros califados, para uma divisão militar que tornou-se aplicada às colônias militares árabes nos territórios conquistados e, mais notadamente, às províncias na Grande Síria (Levante) com as quais dividiu-se o país. O termo depois adquiriu vários significados por todo o mundo muçulmano.

## Origem e evolução do termo
O termo "junde" é de origem iraniana e aparece no Alcorão para designar um tropa armada. Sob o Califado Omíada veio a ser aplicado num sentido mais técnico para "assentamentos e distritos militares no qual foram reunidos soldados árabes que poderiam ser mobilizados para campanhas sazonais ou para expedições mais prolongadas" tão bem como os "correspondentes corpos armados" (D. Sourdel).
Gradualmente, contudo, e além de seu uso técnico para as províncias da Síria (ver abaixo), o termo adquiriu um significado mais amplo das forças armadas inteiras dum Estado. Assim, um dos departamentos fiscais califais, o divã aljunde (diwan al-jund), administrou o pagamento e provisões do exército. Além disso, os geógrafos dos séculos IX-X usaram o termo no plural como um equivalente de amṣar ou grandes cidades.

## Síria

Síria abássida (Bilade Xame) no século IX

O uso mais notável do termo foi na Síria, onde já o califa ortodoxo Abacar (r. 632–634) é creditado com a divisão da região em quatro jundes: Homs (Jund Hims), Damasco (Jund Dimaxq), Jordão (Jund al-Urdunn) e Palestina (Jund Filastin). O califa omíada Iázide I (r. 680–683) então adicionou o distrito de Quinacerim (Jund Qinnasrin). Esta prática permaneceu única para a Síria e não foi emulada em quaisquer outras províncias dos califados, que foram geralmente chefiadas por um único governador; assim foram frequentemente referidas coletivamente como al-Xamate (al-Shamat - "as Sírias").
As circunscrições dos jundes de modo geral seguiram as fronteiras provinciais bizantinas preexistentes, mas com modificações. Como K. Y. Blankinship nota, sua criação como elementos dum sistema de defesa militar, visado para salvaguardar o controle sobre a Síria e defender-se contra qualquer assalto bizantino, é evidente pela colocação de novas capitais provinciais e mesmo distantes umas das outras — para funcionar como centros de controlo e de mobilização — e seguramente no interior, longe de quaisquer ataques marítimos. Os corpos militares dos jundes da Síria compreendiam exclusivamente árabes, que receberam um salário regular (ata) recolhido da receita do tributo fundiário (caraje), além de que receberam doações de terras. Em campanha, foram acompanhados por partidários chamados xaquírias (shākiriyya) e reforços de voluntários chamados mutatáuias (mutaţawwiʿa).
A divisão em jundes continuou na Síria sob o Califado Abássida e além, até bem dentro dos tempos mamelucos. Sob os abássidas, um governador geral da Síria frequentemente presidiu sobre todos os distritos, enquanto em 785 Harune Arraxide (r. 786–809) adicionou o novo distrito de Auacim no norte, compreendendo a zona fronteiriça com os bizantinos.

## Egito
No Egito, logo após sua conquista, uma colônia militar (mícer - miṣr) foi estabelecida em Fostate. Os colonos árabes que compreendiam-o tornar-sem conhecidos como o Junde do Egito. Eles também, como os jundes sírios, foram inscritos nas listas do exército (divã) e receberam um salário regular. Por muito tempo eles forneceram a única força militar muçulmana na província, e desempenharam um grande papel na vida política do país, ressentidamente salvaguardando sua posição privilegiada para os primeiros dois séculos do período islâmico, até seu poder ser ruído nos tumultos da Quarta Fitna.

## Alandalus
O sistema de junde de alguma forma parece ter sido introduzido na Espanha muçulmana (Alandalus) também: em 742, as tropas envolvidas na conquista em curso da península foram distribuídas em nove distritos (mujanada). Pelo século X, o termo junde veio a compreender estes homens junto dos voluntários alistados (huxude) como distintos de mercenários estrangeiros (haxã).

## Magrebe
No Magrebe, começando com os governantes aglábidas de Ifríquia, o termo junde veio a ser aplicado para a guarda pessoal do governante, e portanto "manteve um sentido restrito que é frequentemente difícil de definir, raramente aplicado para o exército inteiro" (D. Sourdel). Um uso similar é evidente no Egito mameluco, onde o termo foi aplicado para uma seção específica das tropas pessoais do sultão, embora não seus guarda-costas reais.